# Canonici regolari di Santa Maria in Porto
I canonici regolari di Santa Maria in Porto (o portuensi) costituirono un'antica congregazione di canonici di Sant'Agostino: trassero il titolo dalla chiesa fondata da Pietro degli Onesti a Ravenna agli inizi del XII secolo. Nel 1420 furono uniti alla congregazione di Santa Maria di Frigionaia, divenuta poi lateranense.

## Storia
Secondo la tradizione, l'8 aprile 1100, giorno della Domenica in albis, fu rinvenuta miracolosamente sulla spiaggia di Ravenna un'immagine della Vergine Maria. Il monaco Pietro degli Onesti († 1119) fu il primo a ritrovarla. Egli, ritenendosi non degno di prenderne possesso (si considerava "peccatore" e col soprannome di "Pietro peccatore" sarebbe passato alla storia), chiamò gli altri monaci. L'immagine divenne nota come «Madonna greca».
Attorno al 1103 venne eretta, in prossimità dell'antico porto di Ravenna (oggi è la frazione Porto Fuori), una chiesa dove venne custodita l'immagine della Vergine. Pietro degli Onesti, rettore della chiesa, vi introdusse una comunità di canonici aderenti alla regola di sant'Agostino. Non fu propriamente un monastero ma un ente ecclesiastico dove alcuni sacerdoti facevano vita comune, seguendo una regola monastica. 
In una lettera datata 5 luglio 1114 papa Pasquale II si congratulò con Pietro per la vita comune condotta a Santa Maria in Porto: il pontefice approvò le costituzioni della comunità (la cosiddetta "regola portuense") nel 1116.
Santa Maria in Porto divenne un notevole centro di spiritualità: vi si formarono i vescovi Ubaldo di Gubbio e Aldebrando di Fossombrone. I canonici portuensi ebbero grande diffusione e vennero introdotti in numerose chiese.
La congregazione dei canonici portuensi venne unita a quella di Santa Maria di Frigionaia nel 1420.